# Topper
A Topper é uma marca comercial de produtos esportivos especializada em artigos para futebol. A marca foi criada em 1975 na Argentina. Atualmente, pertence à holding BR Sports, que integra o Grupo Sforza, liderado pelo empresário Carlos Wizard Martins. Sua sede fica em São Paulo, Brasil.
Na Argentina, a Topper ainda é de propriedade da empresa local Alpargatas Company.
A Topper apoia fortemente o futebol nacional, com grande expectativa de crescimento por meio do desenvolvimento de produtos inovadores e de qualidade.
Também fornece a bola oficial e o uniforme dos árbitros das séries B, C e D do Campeonato Brasileiro de Futebol e da Confederação Brasileira de Rugby - CBRu.
No futsal, a Topper patrocina o atleta Tiago de Melo Marinho, goleiro do Magnus Futsal e da Seleção Brasileira de Futsal.

## História
A Topper nasceu em 1975 com foco em produtos para a prática de esportes. Com 42 anos de tradição no mercado esportivo da América do Sul, a Topper protagonizou momentos importantes do futebol no mundo. Confira toda a trajetória da marca:
- 1975 - Nascimento da marca na Argentina.
- 1976 - Lançamento da linha completa de produtos: Calçados/Bolas/Bolsas/Vestuário.
- 1980 - Patrocina a transmissão das Olimpíadas de Moscou e a CBF.
- 1981 - Patrocínio do Corinthians e lança linha do Sócrates.
- 1982 - Patrocínio da Seleção Brasileira na Copa do Mundo de 1982 na Espanha.
- 1984/86 - Patrocina a transmissão das Olimpíadas de Los Angeles e a Seleção Brasileira na Copa do Mundo de 1986 no México.
- 1988/89 - Patrocina os clubes de Futebol Corinthians, Botafogo, Vitória e Cruzeiro. Patrocínio do jogador Falcão de Futebol de salão.
- 1997 - Patrocínio da Liga Nacional de Futsal e dos clubes de futsal Vasco da Gama (RS) e Minas Tênis (MG).
- 2000 - Patrocina o Internacional.
- 2003 - Pelé se torna Embaixador da marca. Patrocínio do clube Goiás.
- 2004 - Patrocínio da Federação Paulista de Futebol.
- 2005 - Patrocina o São Paulo.
- 2008 - Patrocínio da Confederação Brasileira de Futsal (CBFS), de jogadores como Jorge Wagner, Ibson e o ex-jogador Sócrates e do clube Ipatinga. Aquisição da Alpargatas Argentina, trazendo a união da Topper Brasil e Argentina, com renovação do logo da marca.
- 2009 - Patrocínio do ex-goleiro Marcos, do Campeonato de tênis do Brasil Open e de tenistas renomados como Fernando Meligeni (um dos ícones do esporte no Brasil).
- 2010 - Patrocinadora do Atlético Mineiro e da Confederação Brasileira de Rugby. Reforçou seu posicionamento com a plataforma de comunicação “Coração Manda”.
- 2011 - Patrocínio do Grêmio, da Federação de Futebol do Rio de Janeiro (encerrado no ano de 2020) e renovação do contrato com a Federação Paulista de Futebol e do ex-goleiro Marcos. Marca passa a patrocinar o meio-campista Alex e Conca, além dos jogadores da seleção brasileira de rugby Fernando Portugal e Lucas Duque.
- 2012 - Patrocínio do jogador Diego Souza.
- 2014 - Coleção cápsula em parceria com o estilista Oskar Metsavaht.
- 2015 - A marca promove campanha de marketing “Grito é gol” com foco no jogador de futebol real. Passa a pertencer a holding BR Sports, que integra o Grupo Sforza, liderado pelo empresário Carlos Wizard Martins.
- 2016 - Marca retoma os investimentos no futebol profissional com o fornecimento de materiais esportivos de importantes clubes no futebol brasileiro: Botafogo, Ceará, Remo, Náutico, Brasil de Pelotas e Paraná. Anuncia o desenvolvimento da bola oficial da Copa do Nordeste. Também lança o e-commerce próprio.
- 2017 - A Topper retoma o patrocínio do Atlético Mineiro, Goiás e Vitória. Também inicia parceria com o Guarani.
- 2018 - Patrocina o Figueirense e Ponte Preta.
- 2020 - Inicia o patrocínio do Pouso Alegre.
- 2021 - Patrocínio do Íbis.

## Fornecimento e patrocínio

### Federações
- Federação Alagoana de Futebol
- Federação Amapaense de Futebol
- Federação Bahiana de Futebol
- Federação de Futebol do Distrito Federal
- Federação de Futebol do Estado do Espírito Santo
- Federação Maranhense de Futebol
- Federação Mato-Grossense de Futebol
- Federação de Futebol de Mato Grosso do Sul
- Federação Mineira de Futebol
- Federação Paraibana de Futebol
- Federação de Futebol do Piauí
- Federação Paranaense de Futebol
- Federação Gaúcha de Futebol
- Federação Catarinense de Futebol
- Federação Sergipana de Futebol

### Torneios
- Campeonato Brasileiro de Futebol - Série B
- Campeonato Brasileiro de Futebol - Série C
- Campeonato Brasileiro de Futebol - Série D
- Copa do Nordeste

### Atletas
- Tiago Marinho